# Cá chạch lửa
Cá chạch lửa (Danh pháp khoa học: Mastacembelus erythrotaenia) là một loài cá thuộc chi Mastacembelus trong họ Cá chạch sông được tìm thấy ở vùng Đông Nam Á. Cá chạch lửa là loài có chất lượng thịt thơm ngon, được nhiều người dân trong vùng ưa thích với các món ăn rất đặc trưng của vùng Nam Bộ. Bên cạnh có giá trị cao về thương phẩm, do có nhiều màu sắc đẹp nên cá chạch lửa còn là đối tượng được thuần hóa để trở thành cá cảnh. 

## Đặc điểm
Chiều dài cá lên đến 1,2m, chúng sống trong nhiệt độ nước (C) từ 22 – 28 với Độ cứng nước (dH): 2 – 15 và độ pH: 6,5 – 7,5, sống ở tầng nước đáy. Chúng ăn động vật, ăn cá con, côn trùng, giáp xác, trùng chỉ, cá ăn về đêm. Hình thức sinh sản của chúng là đẻ trứng. Cá đẻ trứng dính, trứng nở sau 3 – 4 ngày, hiện chưa sản xuất giống trong nước. Cá hoạt động về đêm và thường ẩn nấp vào ban ngày. Cá sống đơn lẻ, ưa không gian yên tĩnh.